# 格兰蒂亚系列
格兰蒂亚是Game Arts的电子角色扮演游戏系列，中间由ESP Software、索尼电脑娱乐、育碧、Hudson Soft、艾尼克斯、史克威尔艾尼克斯、工合線上娛樂等多家公司发行或运营。系列首作为1997年12月在世嘉土星发行的同名游戏。

## 作品
- 格兰蒂亚（1997年，世嘉土星）
- 格兰蒂亚 ～数字博物馆～（1998年，世嘉土星）
- 格兰蒂亚II（2000年，Dreamcast）
- 格兰蒂亚 平行的旅途（2000年，Game Boy Color）
- 格兰蒂亚Xtheme（2002年，PlayStation 2）
- 格兰蒂亚III（2005年，PlayStation 2）
- 格兰蒂亚Online（2009年，2012年停运）
- 《格兰蒂亚 HD合辑》，收录《格兰蒂亚》和《格兰蒂亚II》的重置版（2021年，任天堂Switch）